# Aéropeinture

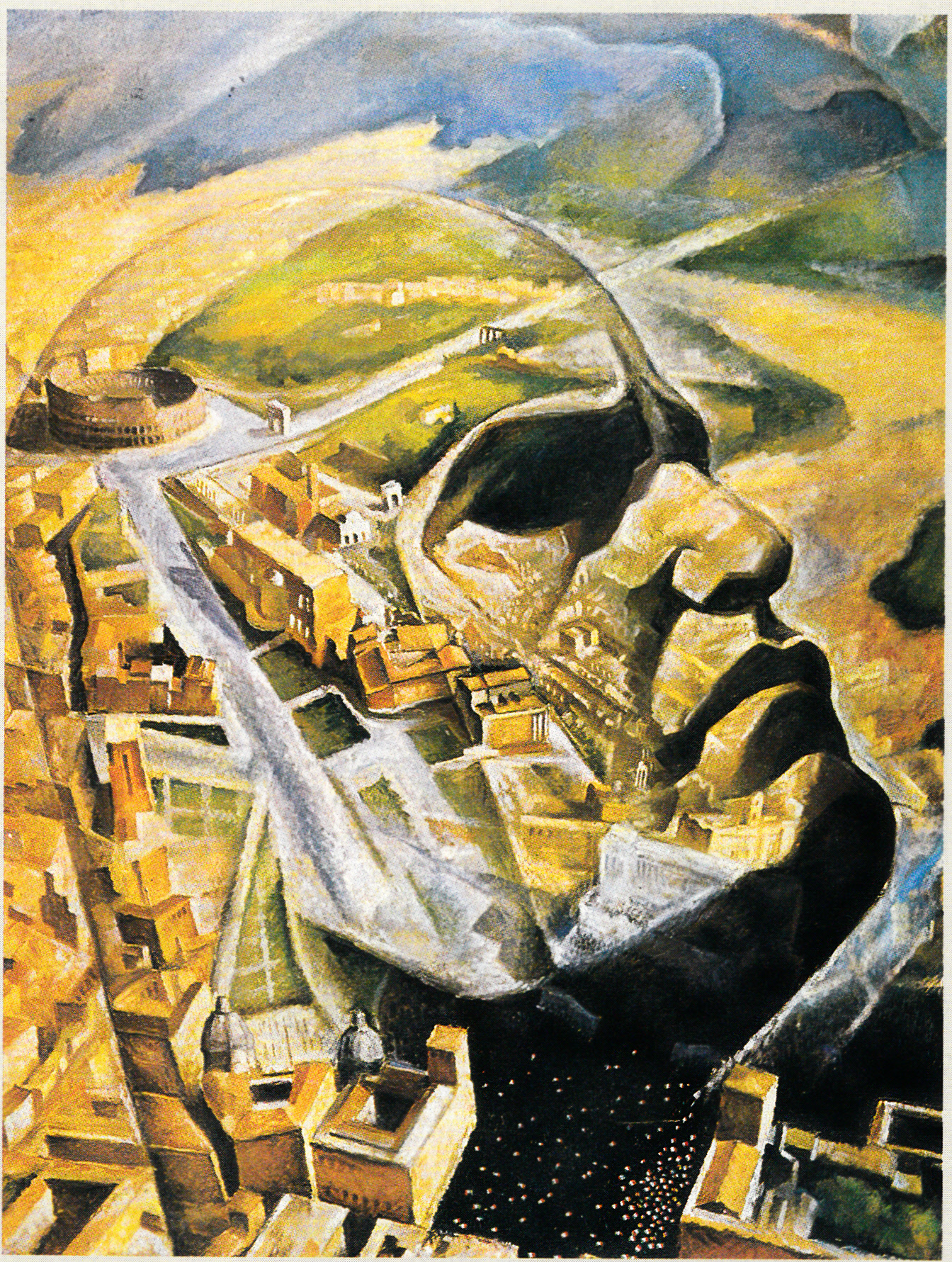
Aeroritratto di Mussolini aviatore, Alfredo Gauro Ambrosi, 1930.

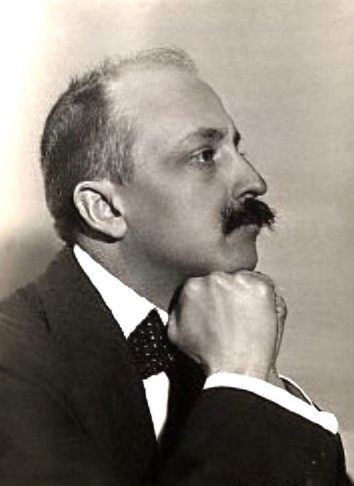
Filippo Tommaso Marinetti.

L'Aéropeinture (en italien : aeropittura) est une déclinaison picturale du futurisme, appelée « second futurisme », qui s'affirme dans les années suivant la Première Guerre mondiale. Comme expression du mythe de la machine et du modernisme caractéristiques du mouvement de Filippo Tommaso Marinetti, l'aéropeinture manifeste l'enthousiasme pour l'aéronautique, le dynamisme et la vitesse de l'avion.

## Histoire

### L'origine futuriste
Avec sa comédie Le Roi Bombance (de 1905 mais représentée à Paris en 1909), Marinetti pose les premières bases de la poésie futuriste. Il publie peu après, le 20 février 1909, dans Le Figaro le premier Manifeste du futurisme,.
Ce premier manifeste sera plus développé par deux manifestes rédigés et signés le 11 février 1910 par Umberto Boccioni, Carlo Carrà, Luigi Russolo (de Milan), Giacomo Balla (de Rome), Gino Severini (de Paris), d'abord par le Manifeste des peintres futuristes, dévoilé le 18 mars 1910 au théâtre Chiarella de Turin, puis par le Manifeste technique de la peinture futuriste, publié un peu plus tard, la même année
Les Futuristes ont publié un nombre important de manifestes qui font le tour de beaucoup de sujets différents et sur une longue période (de 1909 à 1969). Les sujets abordés vont de la musique, avec le Manifeste des musiciens futuristes (1910, rédigé par Balilla Pratella) et des sons et des odeurs, avec Manifeste des sons, bruits et odeurs (1913, rédigé par Carlo Carrà) au Manifeste des femmes futuristes et au Manifeste futuriste de la luxure (1912 et 1913, rédigés par Valentine de Saint-Point) en passant par l'architecture, la sculpture, le cinéma, le photodynamisme, le « théâtre synthétique », l'« aérothéâtre », l'univers, etc. Mis à part Valentine de Saint-Point, qui réagit surtout aux aspects misogynes des écrits de Marinetti, les manifestes s'adressent très souvent aux jeunes, à la nouvelle génération destinée à prendre la place de la précédente avec les nouveaux modes de vie et technologies. Marinetti publie d'ailleurs un article dans le journal La Gazzetta dell'Emiliagui où il déclare vouloir « chanter l'amour du danger, l'habitude de l'énergie et de la témérité ». Il cherche, avec le futurisme, à faire table rase du passé et à glorifier la modernité au travers de la révolution technologique, de l'urbanisme, de la violence — Marinetti écrit dans son manifeste de 1909 que « l'automobile rugissante, qui a l'air de courir sur de la mitraille, est plus belle que la Victoire de Samothrace. » Ce rejet du passé ainsi que le patriotisme et la désacralisation de l'art sont exprimées dans son livre L'aeroplano del Papa (it) (1912), un recueil de poésie vers-libriste futuriste, ainsi que dans le manifeste Imagination sans chaînes et les mots en liberté (1913), ce qui prépare Marinetti pour l'aéropeinture.

### Le manifeste de l'aéropeinture futuriste

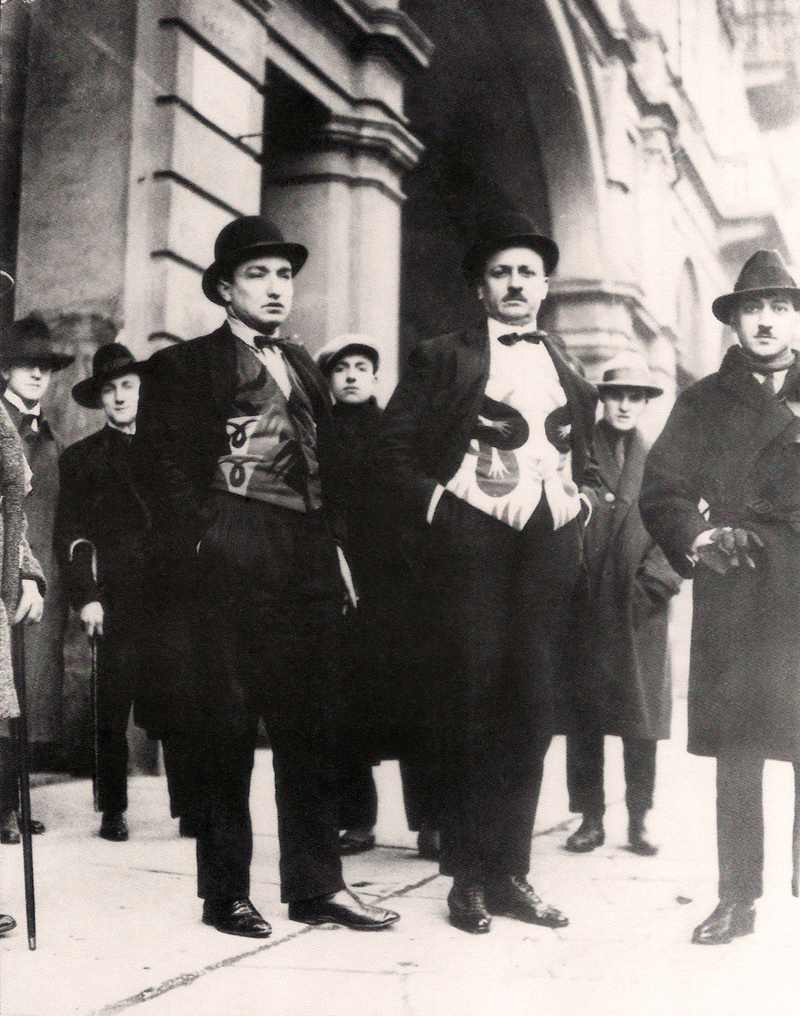
Premier plan, de gauche à droite : Fortunato Depero (1892-1960), Filippo Tommaso Marinetti (1876-1944) et Francesco Cangiullo (1884-1977) ; derrière Depero et Marinetti : (1903-1977). Photo prise à Turin en 1924.

Une forme de « second futurisme » post-dadaïste apparaît après la Première Guerre mondiale, notamment grâce à l'œuvre de Marinetti, Balla et Depero (qui envisage toujours, en 1915, la reconstruction futuriste de l'univers), et malgré une unité et une force de renouvellement moindre — en effet, tandis que Depero est influencé par le purisme français et Prampolini par le surréalisme, Severini quitte le mouvement, ainsi que Carrà qui l'abandonne en 1917 pour se consacrer à la peinture métaphysique avec De Chirico,.
Les caractéristiques et les thèmes de l'aéropeinture vont se préciser au cours des années 1920, notamment au travers de la nouvelle revue Roma futurista, créée en 1918, et lors de la Biennale de Venise de 1924, avec Gerardo Dottori, puis celle de 1926, avec l'aviateur et peintre futuriste Fedele Azari (it), qui crée la première œuvre d'aéropeinture, Prospettiva di volo. Plus tard, Dottori se rapproche de la pensée de Marinetti sur l'esthétique et l'éthique de la vitesse avec ses peintures murales terminées en 1929 — et détruites lors de la Seconde Guerre mondiale — dans la salle d'attente de l'hydrobase d'Ostie. L'aéropeinture trouve alors, dans la pratique, une propre continuité formelle avec un rendement qui accentue la scansion de l'imaginaire pour les plans de couleurs soulignant tour à tour le caractère mécanique et dynamique de l'aviation, et la forme de lyrisme fantastique, naturaliste et spiritualiste, inspirée au cours d'un vol.
L'aéropeinture trouve enfin une codification avec la publication du Manifesto dell'Aeropittura futurista (en français : « Manifeste de l'Aéropeinture futuriste »), rédigé par Marinetti après un long vol en hydravion sur le golfe de La Spezia et influencé par l'œuvre de Christopher Nevinson, et signé en 1929 par Marinetti, Balla, Depero, Prampolini, Dottori, Benedetta Cappa, Fillia, Tato (it) et Somenzi. Il est publié dans la Gazzetta del popolo du 22 septembre 1929, dans l'article intitulé Prospettive di volo. Les trois principales positions défendues par l'aéropeinture sont « une vision de projection cosmique, comme c'est typiquement le cas dans l'Idéalisme cosmique de Prampolini (...) ; une « rêverie » de fantaisies aériennes versant parfois dans le conte de fée (comme dans l'œuvre de Dottori) (...) ; et une sorte de documentation aéronautique qui s'approche vertigineusement de la célébration directe de la machine (en particulier chez Tullio Crali), mais aussi chez Tato (it) et Ambrosini). », c'est-à-dire la recherche d'une dimension cosmogonique qui célèbre l'univers et l'avènement de l'aviation, mais surtout l'expression des sensations dynamiques générées par un vol d'avion, ce qui inclut une nouvelle appréciation de la vitesse, de la perception des détails terrestres et de la perspective.

### Développement de l'aéropeinture
Les futuristes voient le mythe de l'automobile perdre de son aura et ont besoin de reformuler leurs thèmes fédérateurs. Dans le même temps, l'Italie fasciste cherche à développer son aviation militaire, notamment en matière de chasseurs et de support aérien, dans le cadre de la militarisation accentuée de la société et de la conquête de l'Ethiopie (durant laquelle l'Italie bombarde les positions ennemies de bombes chimiques). 
Le thème de l'aviation ravive les recherches sur la représentation du dynamisme, de la puissance et de la vitesse. Cette nouvelle thématique accompagnée par la formalisation du mouvement donnent un véritable nouveau souffle au futurisme avec d'importantes œuvres comme le Triptyque (1931) et le Portrait de Mussolini (1938) de Gerado Dottori, Bonification (1932) d'Osvaldo Peruzzi, Éléments spatiaux (1932) de Pippo Oriani (it), Deux victoires (1933) d'Ivanhoe Gambini (it), qui conjuguent l'art et l'idéologie fasciste.
En 1931, à la galerie Pesaro de Milan, a lieu une importante exposition d'aéropeinture focalisée sur les thèmes de l'idéalisme cosmique. Un an plus tard, la première manifestation importante d'aéropeinture est organisée à Paris par Marinetti en 1932, et continuera de façon itinérante à Athènes, Milan, Rome, Naples, Livourne en 1933. Cette même année, Marinetti organise à La Spezia le Prix de peinture Golfo della Spezia (it), où de nombreux exposants de l'aéropeinture futuriste participent. Les futuristes participent à de nombreuses biennales, en particulier celle de Venise (de 1926 à 1940). On peut se rendre compte de l'évolution de Fillia au travers de ses participations à ces événements (Venise de 1926 à 1934 ; Rome de 1931 à 1935) : il passe du chromatisme vivace et mécanique du futurisme des années 1920 à la vision fantastique et aérienne de l'aéropeinture des années 1930, notamment avec le tableau Il costruttore.
L'un des manifestes les plus significatifs du futurisme a été signé par Enrico Prampolini. L'aéropeinture y est décrite comme un instrument essentiel pour satisfaire les désirs latents de vivre les forces occultes de l'idéalisme cosmique.
En 1941, Gerardo Dottori rédige un manifeste d'aéropeinture spécifique à sa région natale, l'Ombrie, pour rendre hommage à la spécificité de son art. Cette aéropeinture est très portée sur la spiritualité de la nature ainsi qu'à la sienne propre, en faisant beaucoup référence au pèlerinage, à la prière et au paradis

### Déclin et portée du futurisme et de l'aéropeinture
Après la mort de Marinetti en 1944 et du régime fasciste dans lequel il était fortement impliqué, l'aéropeinture disparaît peu à peu. Seul Peruzzi essaie de le faire vivre, en vain,.
Le futurisme est l'un des premiers mouvements picturaux à intégrer du texte dans l'image, comme incrustés dans des champs ou à part, à la manière d'une affiche de propagande.

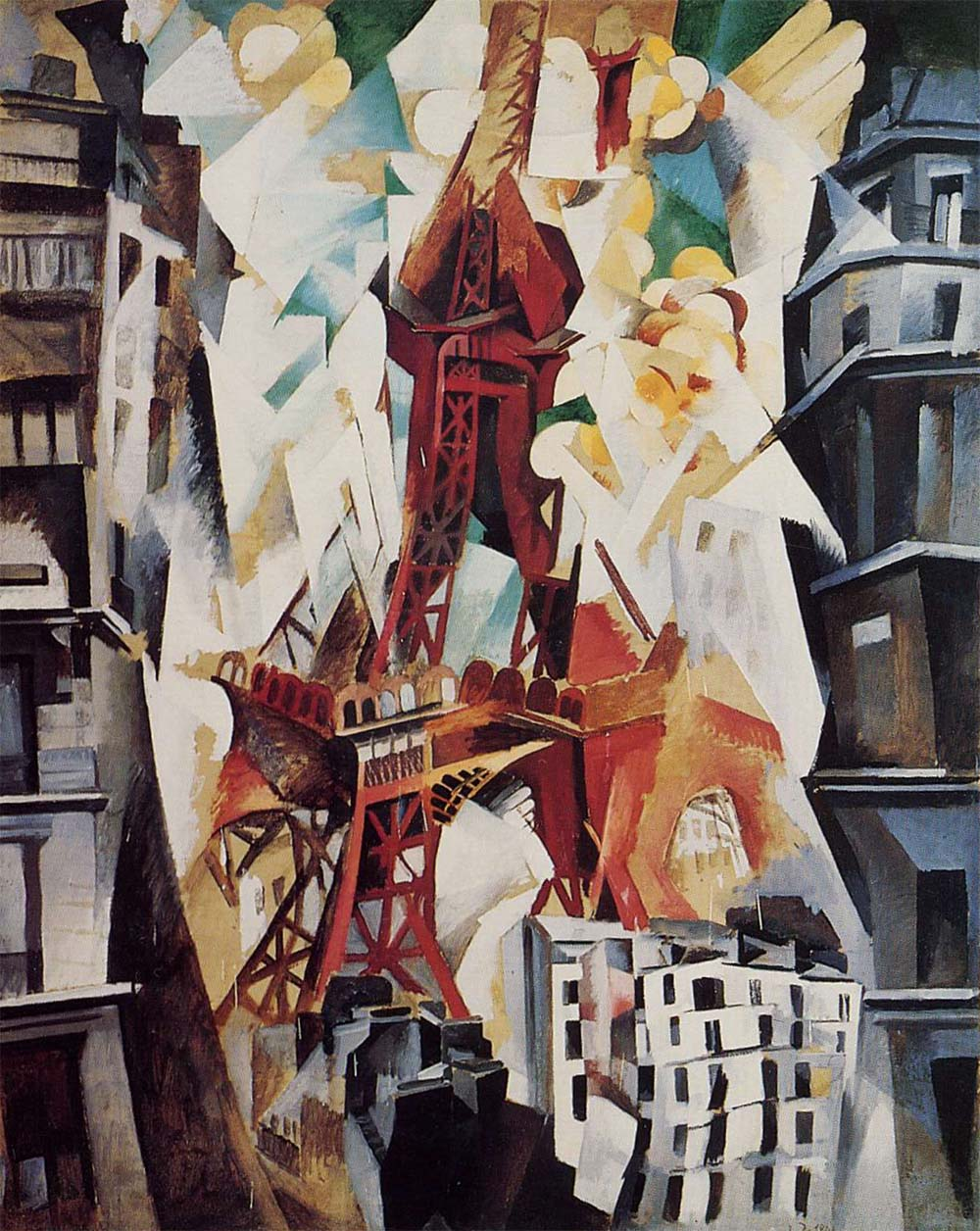
Tour Eiffel de Robert Delaunay.

Très lié au nationalisme italien, ce mouvement permet à l'Italie d'avoir de nouveau un rôle important dans l'avant-garde mondiale, et voit son rayonnement assez étendu, malgré sa marginalisation par ses contemporains, notamment français. En effet, la Pologne s'en inspire dans le formisme, l'Espagne dans le vibrationisme, l'Angleterre dans le vorticisme, la Belgique, l'Europe centrale, puis au-delà de l'Europe : au Japon, aux États-Unis et au Mexique, avec le stridentisme. Certains artistes s'inspirent ou s'essaient au futurisme et à l'aéropeinture sans pour autant adhérer au mouvement, comme Robert Delaunay, qui s'inspire du futurisme tout en s'orientant vers l'abstraction — créant ainsi l'orphisme — avec des œuvres comme Tour Eiffel (1911) ou La Ville de Paris (1910-1912),, Marcel Duchamp avec Nu descendant un escalier (N°2) (1912), Francis Picabia avec diverses œuvres de 1913, Fernand Léger, même s'il utilise plus les aspects cubistes du futurisme, František Kupka, August Macke ou encore Franz Marc, avec Composition I (1913). Alors qu'en Russie, Vladimir Maïakovski est le premier poète à s'intéresser au futurisme, Nathalie Gontcharoff et Michel Larionov, qui adhèrent tout de suite au mouvement pictural et créent le Rayonnisme, un mouvement abstrait qui s'en inspire,.
Si l'aéropeinture s'est nourrie du dadaïsme, le dadaïsme s'est auparavant nourri du futurisme de Marinetti, pour ses principes qui renoncent à la séparation de l'art et de la vie (d'où l'invention de la performance), prônent le dépassement de toutes les normes et formes classiques, et qui souhaitent être en phase avec la révolution technologique du début du XXe siècle, qui remet en question les modes de vie. Par extension, l'art vidéo de Nam June Paik et Wolf Vostell et le mouvement Fluxus — dont le fondateur, George Maciunas, a admis publiquement son héritage futuriste — en sont probablement les héritiers également,.
L'aéropeinture inspire même au-delà du domaine pictural, puisque Giovanna Censi interprète les aéropeintures de Prampolini et les aéropoèmes de Marinetti en dansant pieds nus, sans musique, sur le modèle métachorique.
Marisa Mori (1900-1985) cherche elle à rapprocher le futurisme et le féminisme avec une œuvre comme Mamelles italiques au soleil : la création de Rome, représentée par une poitrine féminine, en référence à la Louve capitoline, où le lait maternel est remplacé par les rayons du soleil, élément cosmique. Le sein coupé fait lui référence aux Amazones citées dans le Manifeste de la femme futuriste (1912), écrit par Valentine de Saint-Point en opposition à certaines idées misogynes du Manifeste du futurisme original.

## Termes du manifeste
« Noi futuristi dichiariamo che:

1. le prospettive mutevoli del volo costituiscono una realta' assolutamente nuova e che nulla ha di comune con la realta' tradizionalmente costituita dalle prospettive terrestri;

2. gli elementi di questa nuova realta' non hanno nessun punto fermo e sono costruiti dalla stessa mobilita' perenne;

3. il pittore non puo' osservare e dipingere che partecipando allo loro stessa velocita' ;

4. dipingere dall'alto questa nuova realta' impone un disprezzo profondo per il dettaglio e una necessita' di sintetizzare e trasfigurare tutto;

5. tutte le parti del paesaggio appaiono al pittore in volo:
a) schiacciate
b) artificiali
c) provvisorie
d) appena cadute dal cielo

6. tutte le parti del paesaggio accentuano agli occhi del pittore in volo i loro caratteri di:
folto
sparso
elegante
grandioso

7. ogni aeropittura contiene simultaneamente il doppio movimento dell'aeroplano e della mano del pittore che muove matita, pennello o diffusore;

8. il quadro o complesso plastico di aeropittura deve essere policentrico;

9. si giungera' presto a una nuova spiritualita' plastica extraterrestre.
 »
— Marinetti, Balla, Depero, Prampolini, Dottori, Cappa, Fillia, Tato et Somenzi, Manifesto dell'aeropittura

« Nous les futuristes, déclarons que :
1. les perspectives changeantes du vol constituent une réalité tout à fait nouvelle et qui n'a rien en commun avec la réalité traditionnellement constituée par des perspectives terrestres ;
2. les éléments de cette nouvelle réalité n'ont pas de point fixe et sont construits à partir de la même mobilité pérenne ;
3. le peintre ne peut observer et peindre qu'en participant à la même vitesse ;
4. peindre d'en haut de cette nouvelle réalité impose un profond mépris pour le détail et une nécessité de synthétiser et de tout transfigurer ;
5. toutes les parties du paysage apparaissent, en vol :
a) aplaties
b) artificielles
c) provisoires
d) à peine tombées du ciel
6. toutes les parties du paysage sont accentuées aux yeux du peintre en vol dans leurs caractéristiques :
touffues
éparses
élégantes
grandioses
7. toute aéropeinture contient simultanément le double mouvement de l'avion et de la main du peintre qui bouge le crayon ou le pinceau ;
8. Le cadre ou complexe plastique de l'aéropeinture doit être polycentrique ;
9. Nous arriverons bientôt à une nouvelle spiritualité plastique extraterrestre. »

— Manifesto dell'aeropittura

## Esthétique de l'aéropeinture
Les éléments du futurisme utilisés par les premiers peintres du mouvement (Giacomo Balla, Umberto Boccioni, Carlo Carrà, Gino Severini, Luigi Russolo) qui font interférer les formes, rythmes, couleurs et lumières pour exprimer une sensation dynamique, une simultanéité des états d'âme et des structures multiples visibles, sont empruntés à la technique divisionniste et au cubisme.
Pour traduire picturalement ce nouveau manifeste, les aéropeintres italiens vont rechercher de nouveaux éléments de perspective et de mouvement.
Les aéropeintres vont chercher à exprimer le dynamisme, la vitesse, l'émotion de ces sensations sur une surface en deux dimensions. Cela se fait d'abord en jouant avec les points de vue, les perspectives et les points de fuite. Deux œuvres sont remarquables en ce sens : Gran volta. Aeropittura et Looping renversé (1938, Tullio Crali) : elles représentent la vision qu'aurait un pilote s'il effectuait un looping en en montrant simultanément plusieurs phases (avant, pendant et après le looping). Il y a donc cette simultanéité que les cubistes expérimentent lorsqu'ils cherchent à superposer plusieurs points de vue. Les couleurs-même se rapprochent du cubisme synthétique de Georges Braque des années 1910. L'aéropeintre cherche ainsi à provoquer chez le spectateur le sentiment de puissance et de vitesse propres à l'avion comme s'il était dans la scène. En plus de ces nouvelles sensations, Crali ajoute des touches de modernité dans les propres paysages, puisque l'architecture des « villes nouvelles » (longs bâtiments rythmés par des baies cintrées, arcades, tours médiévales intégrées par contraste à la ville moderne) est propre à l'urbanisme nouveau mis en avant par les futuristes tels que Angiolo Mazzoni et Giorgio De Chirico.
Les formes sont géométrisées pour exprimer la simultanéité — chère à l'aéropoésie — de la vision et que le mouvement est décomposé grâce à diverses techniques, dont la chronophotographie. La volonté du futurisme de respecter la continuité de la succession des phases de perception est préservée dans l'aéropoésie. Par contre, l'aéropeinture conserve du cubisme le divisionnisme, mais sa limitation aux couleurs pures fait perdre au dessin sa rationalité.
Le sujet et l'atmosphère qui l'entoure ont une importance significative. Le sujet est en effet renforcé par des lignes-forces spatiales et affectives, qui le relient aux autres éléments du tableau afin de créer des champs de vision différents. Cela place le spectateur au centre de la composition dont l'image est chargée en puissance et en émotion.
Benedetta Cappa, épouse de Marinetti, transgresse les codes et investit elle le terrain des surréalistes avec notamment Aéropeinture d'une rencontre avec une île (1939) avec un visuel abstrait caractérisé par des courbes qui brisent la linéarité inhérente à l'aéropeinture puisqu'elle résulte de la vitesse, ainsi que des contours suggérés, alors qu'ils étaient jusque renforcés.

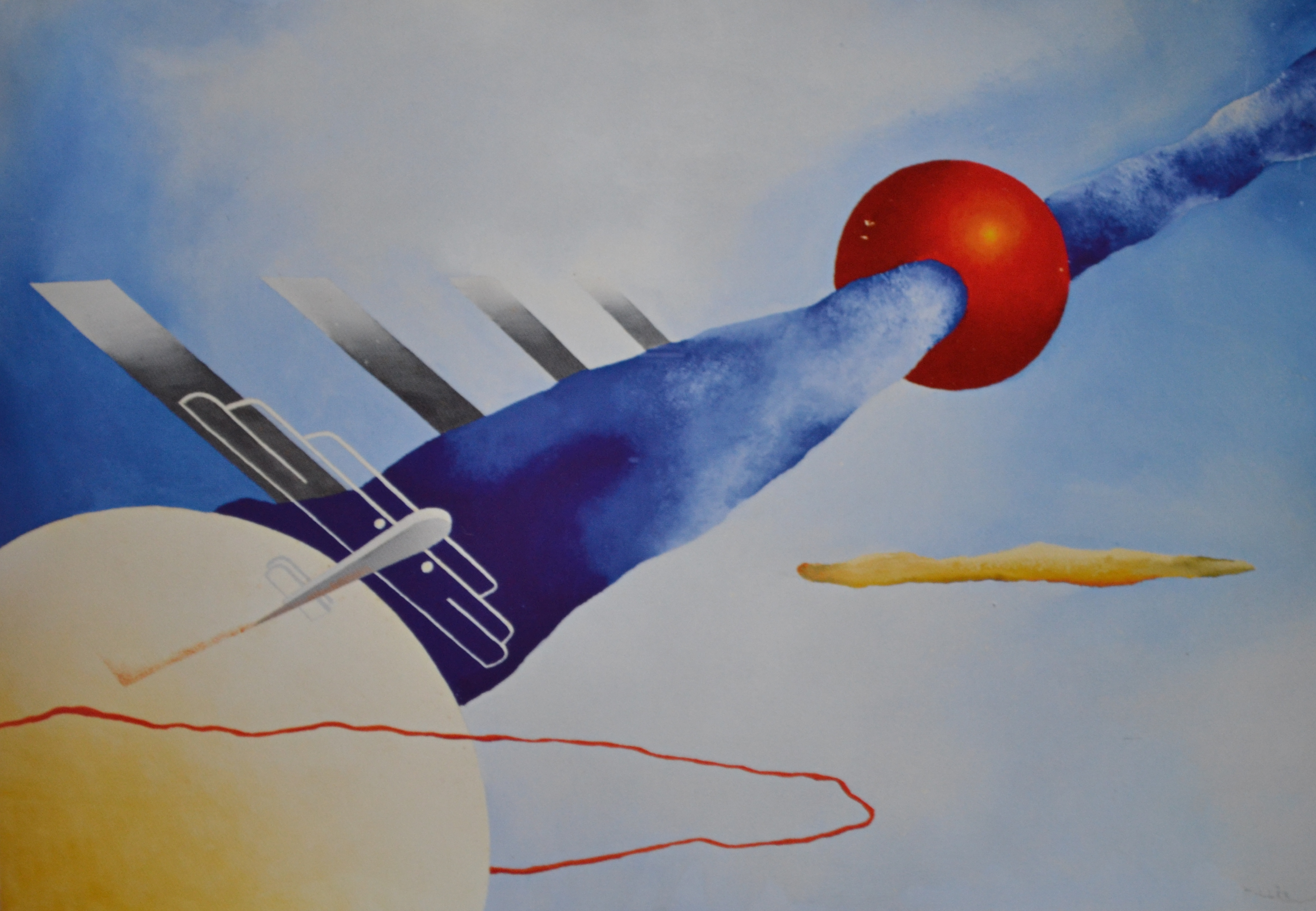
Fillia, Mistero aereo, 1930-31 (Museo dell'Aeronautica Gianni Caproni, Trente).

Les caractéristiques du paysage voulues par le manifeste de 1929 (points 5 et 6) ne se limitent finalement pas aux seuls paysages terrestres, malgré les différentes variations picturales qu'il est possible de tirer des superpositions panoramiques et atmosphériques de plans et de couleurs. Ainsi les aéropeintres envisagent l'espace dans sa totalité, à la recherche des concrétions cosmiques. C'est la première fois que le mouvement de la gravitation est non seulement représenté, sinon qu'il devient l'élément prédominant de cette plastique, comme on peut l'apercevoir dans Mistero aereo (1930-31) de Fillia.

## Artistes de l'aéropeinture
- Fedele Azari (it)
- Giacomo Balla

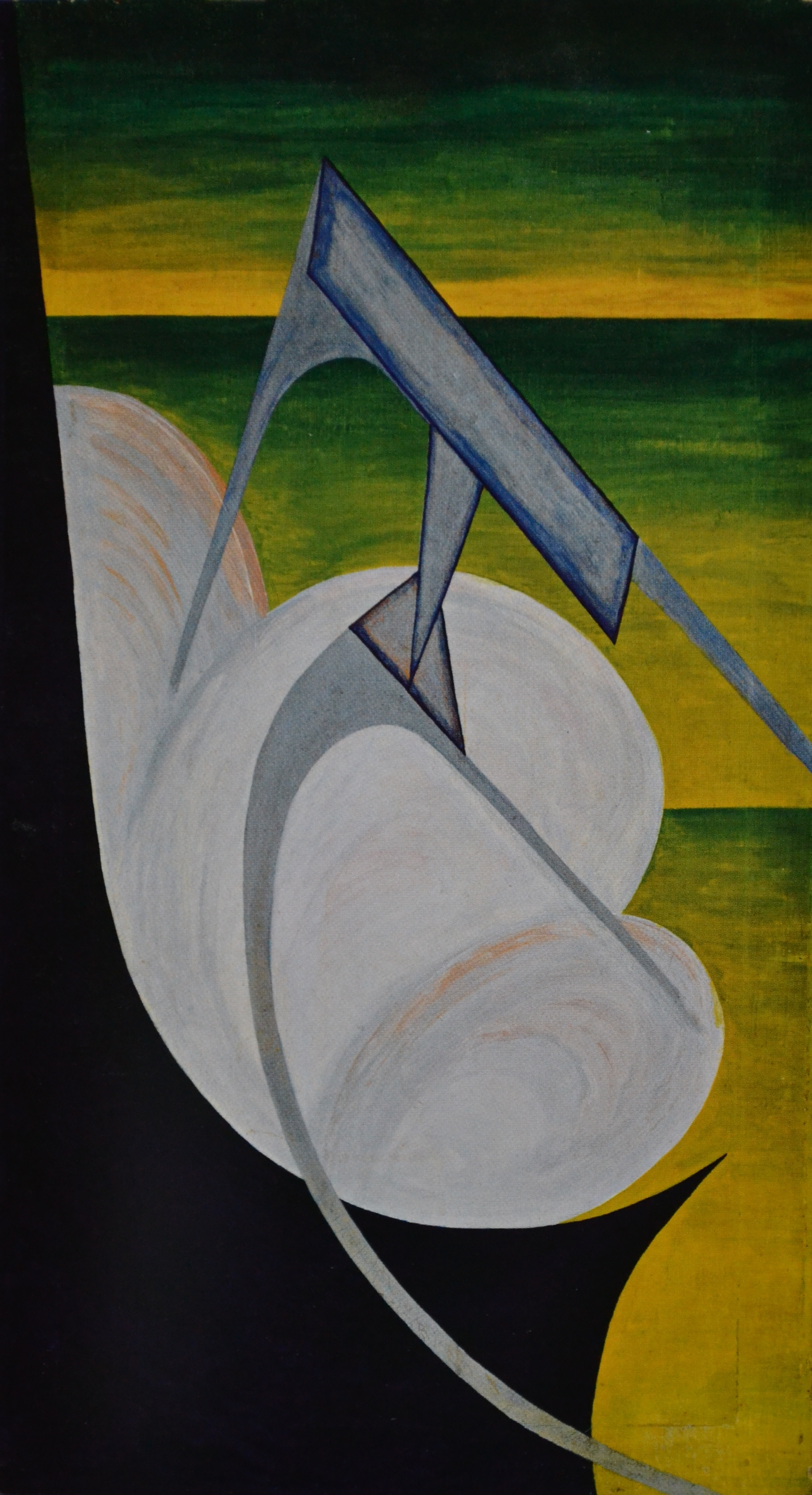
Teatro aereo futurista (1922-26), de.

- Olga Biglieri Scurto (« Barbara »)
- Uberto Bonetti (it)
- Benedetta Cappa
- Giuseppe Caselli
- Nino Costa
- Tullio Crali
- Giulio D'Anna (it)
- Mino Delle Site (it)
- Fortunato Depero[37]
- Gerardo Dottori
- Leandra Angelucci Cominazzini
- Italo Ferro
- Fillia
- Sante Monachesi
- Nello Voltolina (it) (Novo)
- Pippo Oriani (it)
- Osvaldo Peruzzi
- Ugo Pozzo
- Enrico Prampolini
- Aldo Righetti
- Mino Rosso (it)
- Mino Somenzi
- Tato (it)
- Thayaht (it)
- Alfredo Gauro Ambrosi, dont le Volo su Vienna est qualifié par Marinetti de « chef-d'œuvre de l'aéropeinture documentaire[38] ».

## Collection d'œuvres apparentées à l'aérofuturisme
Le Musée de l'aviation militaire italienne, installé dans une hydrobase désaffectée au bord du lac de Bracciano à Vigna di Valle (province de Tuscie romaine) est consacré majoritairement aux avions militaires italiens et appareils de record (hydravions Aermacchi - Castoldi de la coupe Schneider, emblématiques des années 30).
Ce musée expose (tant en collection permanente qu'au titre d'expositions temporaires) de nombreux tableaux et sculptures liées au courant artistique aerofuturiste (qui s'est épanoui dans la période Mussolinienne et a parfois participé à la propagande du régime fasciste).
Y figurent notamment des œuvres de Giacomo Balla, Tato (Gugliemo Sansoni),entre autres.